# Vaiano
Vaiano è un comune italiano di 9 880 abitanti della provincia di Prato in Toscana.

## Geografia fisica
- Classificazione sismica: zona 2 (sismicità medio-alta), Ordinanza PCM 3274 del 20/03/2003
- Classificazione climatica: zona D, 1993 GG
- Diffusività atmosferica: bassa, Ibimet CNR 2002

### Clima
Dati:https://www.sir.toscana.it/
| Giglio Porto       | Gen  | Feb  | Mar  | Apr  | Mag  | Giu  | Lug  | Ago  | Set  | Ott  | Nov  | Dic  |
| ------------------ | ---- | ---- | ---- | ---- | ---- | ---- | ---- | ---- | ---- | ---- | ---- | ---- |
| T. max. media (°C) | 10,5 | 11,6 | 14,8 | 18,5 | 23,0 | 26,9 | 30,5 | 30,4 | 26,6 | 21,3 | 15,9 | 11,7 |
| T. min. media (°C) | 3,1  | 3,9  | 5,7  | 8,0  | 10,9 | 13,5 | 15,9 | 16,0 | 13,1 | 9,6  | 6,4  | 4,0  |

## Storia

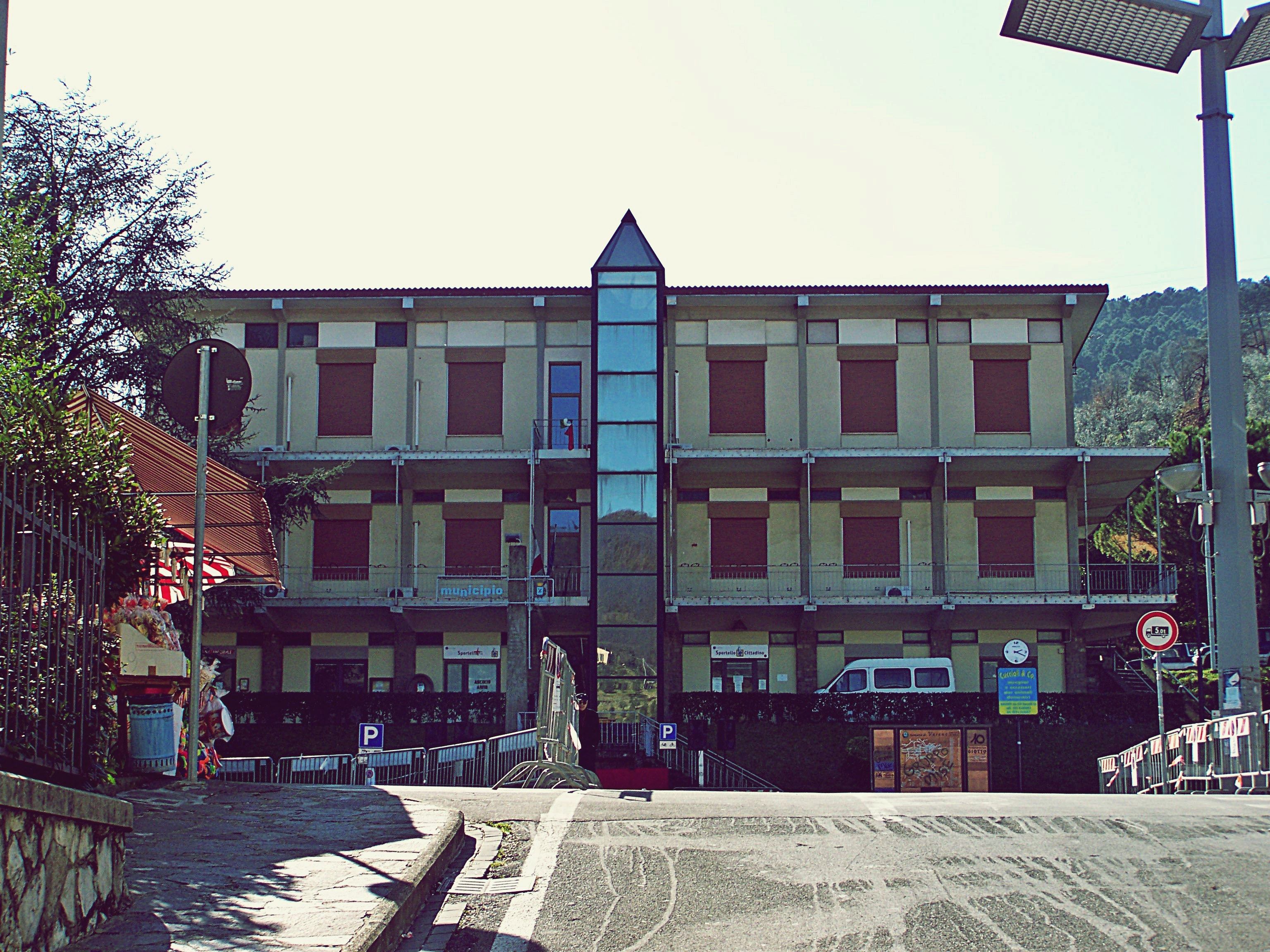
Il municipio

Fino al 1949 era frazione di Prato; in tale data divenne un comune autonomo.

### Simboli
Lo stemma e il gonfalone sono stati concessi con DPR del 16 ottobre 1954.
Stemma
Lo stemma rappresentato nel bozzetto che accompagna il decreto di concessione si può blasonare:
Gonfalone

## Monumenti e luoghi d'interesse

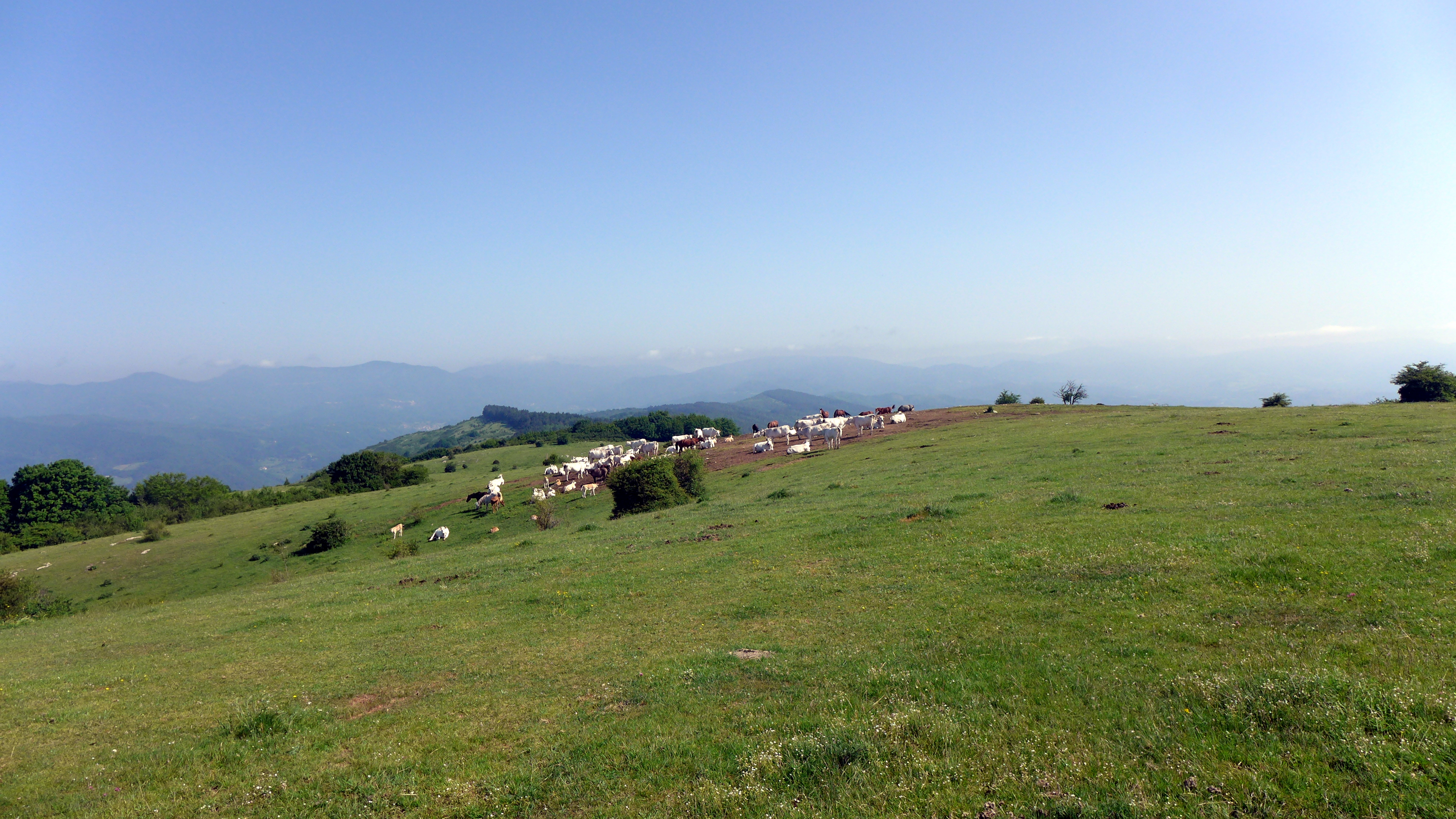
La Calvana

### Aree Naturali Protette di Interesse Locale (ANPIL)
- ANPIL Monti della Calvana
- ANPIL Monteferrato

### Mulini e fabbriche
- Mulino della Badia

### Architetture religiose

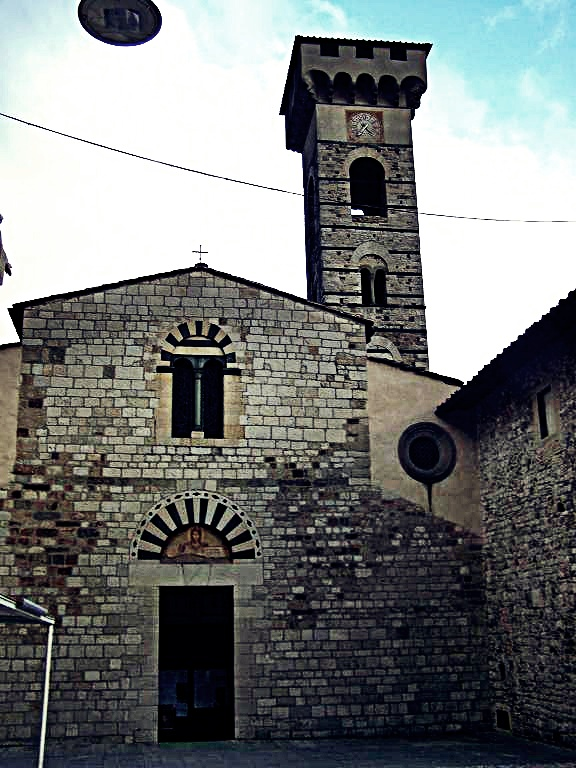
La Badia di San Salvatore

- Badia di San Salvatore: la chiesa, di origine longobarda, faceva parte di un potente monastero, benedettino prima (X secolo–XI secolo), vallombrosano poi, soppresso nel 1808
- Chiesa di San Martino a Fabio
- Chiesa dei Santi Giusto e Clemente a Faltugnano
- Chiesa di San Miniato alla Briglia
- Chiesa di Santo Stefano a Parmigno
- Chiesa dei Santi Andrea e Donato a Savignano, esistente dal XIII secolo.
- Chiesa di San Martino a Schignano
- Pieve dei Santi Vito e Modesto a Sofignano ,con la facciata a righe orizzontali in marmo verde e bianco
- Chiesa di San Leonardo in Collina

### Architetture civili
- Casa Bardazzi: struttura risalente al 1700-1800 dove fu ospitato nel 1849 Giuseppe Garibaldi, fuggiasco dopo la caduta della Repubblica romana.
- Teatro Gustavo Modena

### Architetture militari
- Torre di Melagrana

### Ville del territorio

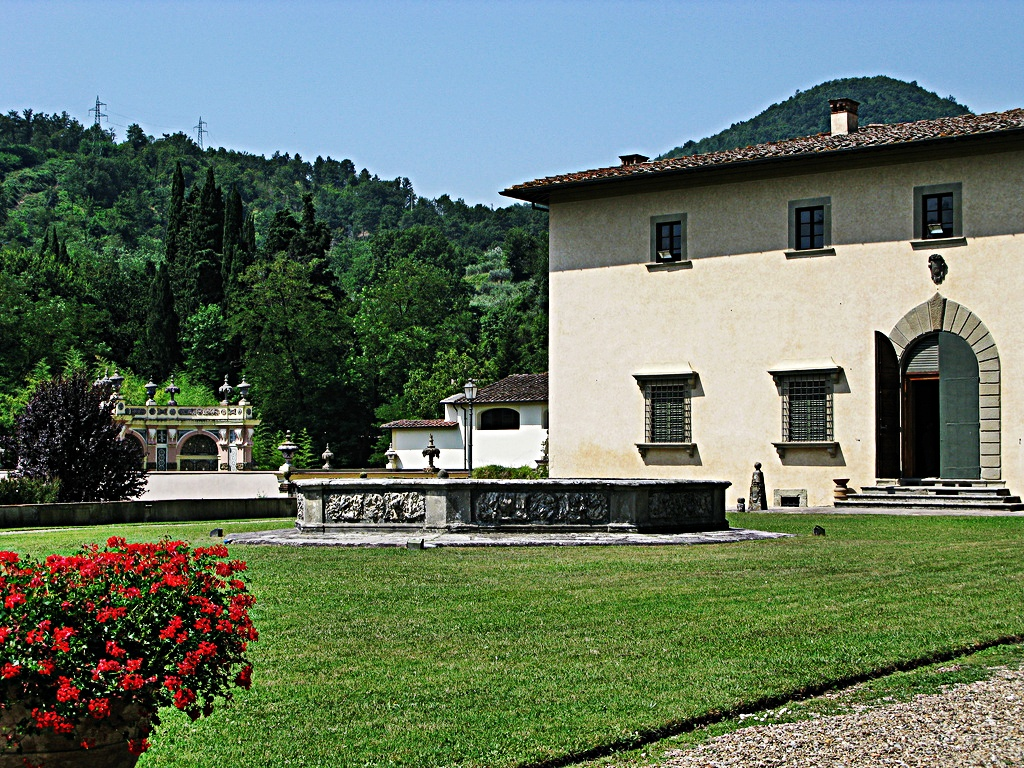
Villa Vai al Mulinaccio

- Villa Vai al Mulinaccio, di proprietà del Comune
- Villa del Bello: situata a nord est di Vaiano, raggiungibile sia da Vaiano (3 km) che da le Fornaci, Sofignano (1 km)
- Villa Fabbri, a Sofignano in località Fattoria delle Mura
- Villa Buonamici a Savignano
- Casa Bartolini: antica costruzione simile ad una villa, sita davanti a Villa Buonamici a Savignano
- Villa Buonamici a San Gaudenzio: situata sopra Vaiano, vi amava soggiornare Galileo Galilei

## Società

### Evoluzione demografica
Abitanti censiti

## Cultura

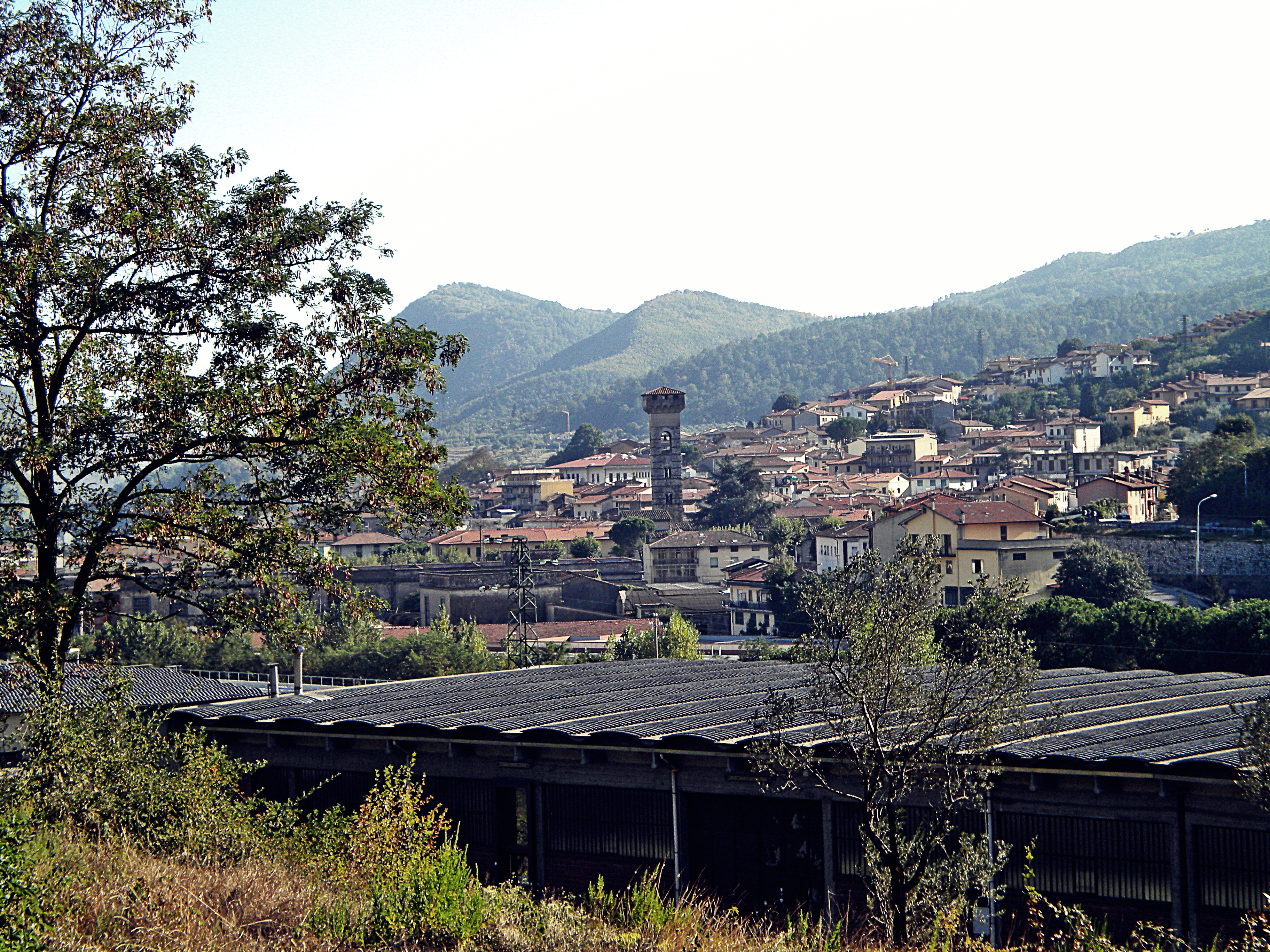
Panorama di Vaiano

A Vaiano si svolge annualmente in febbraio il Carnevale Tradizionale, con la sfilata dei carri allegorici allestiti dai volontari. Cinque carri, associati ad altrettante classi delle scuole elementari, ed un carro per le scuole medie sfilano per due pomeriggi ed una serata per le vie del centro. L'ultima sera, da tradizione, viene incendiato il carro del Re Carnevale e proclamato il carro vincitore.
In giugno viene celebrata la Festa della Spolveratura, un mercatino dell'usato ed artigianato per le vie dell'antico borgo Le Fornaci di Sofignano, durante il quale vengono organizzati giochi all'aperto, eventi enogastronomici e visite guidate al frantoio, all'antica fornace ed alla vigna di Galileo Galilei.
Federico Fiumani, leader dei gruppo musicale Diaframma, ha scritto una canzone dedicata alla città.

## Sport
A Vaiano sono presenti ben tre squadre di calcio, altrettante di pallacanestro, due di pallavolo e una di ciclismo professionistico femminile.

## Geografia antropica

### Frazioni
Secondo lo statuto comunale, il comune di Vaiano comprende, oltre alla centro capoluogo, altre dieci frazioni.
- Faltugnano
- Gamberame
- La Briglia
- La Cartaia
- La Foresta
- La Tignamica
- Savignano
- Schignano
- Sofignano

Altre località minori situate nel territorio comunale di Vaiano sono Grisciavola, L'Isola, Le Fornaci, Parmigno, Popigliano, San Leonardo in Collina e Spicciano.

## Infrastrutture e trasporti

### Ferrovie
La città è raggiungibile tramite l'omonima stazione, situata sulla linea Firenze-Bologna (LL). 

### Strade regionali
La città è percorsa da sud a nord dalla Strada regionale (ex SS) 325. 

### Autobus
La città è collegata alle località limitrofe dalla linea 214 (ex linea V), gestita da Autolinee Toscane.

## Amministrazione
Di seguito è presentata una tabella relativa alle amministrazioni che si sono succedute in questo comune.
| Periodo        | Periodo        | Primo cittadino     | Partito                                     | Carica  | Note  |
| -------------- | -------------- | ------------------- | ------------------------------------------- | ------- | ----- |
| 24 aprile 1995 | 14 giugno 1999 | Stefano Arrighini   | Partito Democratico della Sinistra          | Sindaco | [ 9 ] |
| 15 giugno 1999 | 14 giugno 2004 | Stefano Arrighini   | lista civica                                | Sindaco | [ 9 ] |
| 14 giugno 2004 | 8 giugno 2009  | Annalisa Marchi     | centro-sinistra                             | Sindaco | [ 9 ] |
| 8 giugno 2009  | 26 maggio 2014 | Annalisa Marchi     | centro-sinistra                             | Sindaco | [ 9 ] |
| 26 maggio 2014 | 27 maggio 2019 | Primo Bosi          | centro-sinistra Per Vaiano                  | Sindaco | [ 9 ] |
| 27 maggio 2019 | 9 giugno 2024  | Primo Bosi          | centro-sinistra Per Vaiano                  | Sindaco | [ 9 ] |
| 10 giugno 2024 | in carica      | Francesca Vivarelli | centro-sinistra Cambiare insieme per Vaiano | Sindaco | [ 9 ] |